# 路雲龍
路雲龍（1548年—1603年），字伯際，號漢畦，直隸常州府宜興縣人，民籍，明朝政治人物。萬曆庚辰進士，官至江西參政。

## 生平
萬曆元年（1573年）應天府鄉試第五十九名。萬曆八年（1580年）庚辰科第二甲第八名進士。兵部觀政，本年授官湖广蘄州知州，十四年升南京户部郎中，十九年升江西建昌府知府，二十三年调任永州府知府。二十七年晉升貴州副使。萬曆三十一年（1603年）三月陞江西右參政，同年卒。

## 著作
有《毛詩講義》及《思石十議》等。

## 家族
出身宜興路氏望族。曾祖父路景祥；祖父路榮；父親路其直，歲貢生。母施氏。永感下。兄雲程、雲孫。弟雲藩。
子路文範、孫路進，同登崇禎元年（1628年）進士。曾孫路朝陽，崇祯十三年進士。弟雲藩孫路迈，崇祯七年進士。